# Her Husband's Deception
Her Husband's Deception è un cortometraggio muto del 1910 diretto da Sam Morris. Prodotto dalla American Film Manufacturing Company e sceneggiato da Horace Vinton, il film distribuito in split reel, aveva come interpreti J. Warren Kerrigan, Adrienne Kroell, Dot Farley.

## Trama
Afflitto da una moglie troppo affettuosa e pressante, un marito si mette d'accordo con il suo medico chiedendogli di prescrivergli, per la sua salute, riposo assoluto e camere separate. Poi si procura un manichino che mette nel suo letto e, di sera, si eclissa con l'amico a condurre vita notturna e divertirsi in pace. La moglie, anche se con la morte nel cuore, acconsente ma spia dalla serratura la stanza del coniuge. Vedendo nel letto una figura, crede che sia quella di lui, e si mette l'animo in pace. Tutto procede liscio per i due nottambuli finché la moglie del medico si accorge del trucco e smaschera i due bricconi.

## Produzione
Il film fu prodotto dalla American Film Manufacturing Company.

## Distribuzione
Distribuito dalla Motion Picture Distributors and Sales Company, il film - un cortometraggio della lunghezza di 150 metri - uscì nelle sale cinematografiche degli Stati Uniti il 22 dicembre 1910. Nelle proiezioni, veniva programmato con il sistema dello split reel, accorpato in un'unica bobina con un altro cortometraggio prodotto dall'American Film Manufacturing Company, la commedia A Troublesome Parcel.